# Taputapuatea marae
El Taputapuatea marae es un gran complejo de marae en Opoa en Taputapuatea , en la costa sureste de Raiatea, Polinesia francesa. El sitio cuenta con una serie de estructuras de piedra y otras marae y una vez fue considerado el templo central y centro religioso de la Polinesia Oriental. En 2017, el área de Taputapuatea se inscribió en la lista de Sitios del Patrimonio Mundial de la UNESCO, y se describió a Taputapuatea marae como el centro del sitio

## Historia
El área sagrada del Cabo Matahira-i-te-ra'i se llama Te Po, donde residen los dioses. La marae original fue dedicada a Ta'aroa. Finalmente prevaleció la adoración de 'Oro', el dios de la vida y la muerte. Según la leyenda, el descendiente de Oro, Hiro, construyó las maraes, dándole el nombre de Taputaputea, «Sacrificios desde lejos». El tambor Ta'imoana se usaba durante los sacrificios humanos. La roca blanca Te Papatea-o-Ru'ea en la playa cercana fue utilizada para investir a los jefes de Ra'iatea con la faja de plumas rojas maro 'ura. La imagen de tres pies de alto del dios se llamaba "Oro-maro-'ura", «Oro de la faja de plumas rojas». Taputapuatea se convirtió en el centro de una red de viajes al extenderse el culto a Oro.
La marae fue establecida ya en el año 1000, con una expansión significativa después de este tiempo. La marae era un lugar de aprendizaje donde los sacerdotes y los navegantes de la Polinesia de todo el Pacífico se reunían para ofrecer sacrificios a los dioses y compartir su conocimiento de los orígenes genealógicos del universo, y de la navegación en las profundidades del océano.
Se estableció una alianza conocida como Ti'ahuauatea con las islas circundantes que demarcaban las del oeste de Raiatea, Te Aotea, y las del este, Te Aouri. Esta alianza incluyó a las Islas Cook, Islas Austral, Kapukapuakea en Hawái, y Taputapuatea en Nueva Zelanda. Nuevas maraes fueron establecidas en cada una de estas islas con una roca que era tomada de Taputapuatea, Raiatea, para actuar como un enlace espiritual. Sacerdotes de la divinidad Oro de las islas se reunían aquí periódicamente, participando en sacrificios humanos a 'Oro.
Sin embargo, la alianza finalmente se rompió cuando la lucha estalló en una reunión y los dos sumos sacerdotes que representaban a la alianza fueron asesinados. La gente de Ao-tea huyó de la isla, saliendo por el pasaje del arrecife de Te Ava-rua en lugar del pasaje sagrado de Te Ava-mo'a, que era considerado un mal presagio. En 1995 se hizo un intento de reparar esta situación.
Alrededor de 1763, los guerreros de Bora Bora atacaron la isla, derrotando a Tupaia, y saquearon la isla. Esto incluyó la destrucción de las maraes de los dioses en Taputapuatea, la demolición de la plataforma y la tala de los árboles de refugiarse.
James Cook, Joseph Banks, Daniel Solander y Tupaia llegaron a bordo del HMB Endeavour el 20 de julio de 1769, para tomar posesión de Raiatea, Taha'a, Huahine y Bora Bora en nombre del rey Jorge III del Reino Unido. Esto pareció ser la culminación de una profecía hecha por el sacerdote mago Vaita, de que un nuevo pueblo llegaría a bordo de una canoa sin un voladizo y tomaría posesión de las islas.

## Investigación y restauración

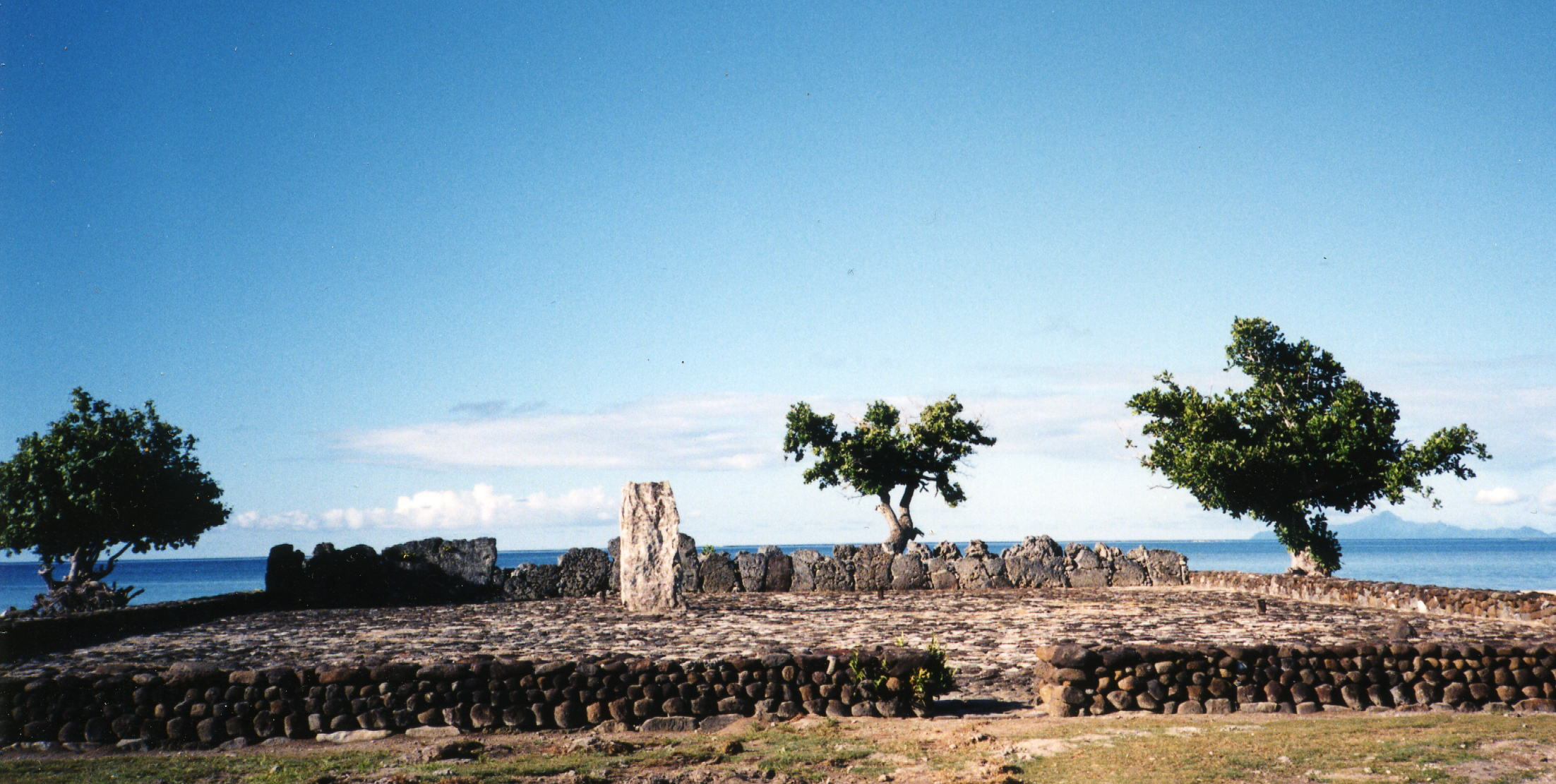
Vista de una marae en el complejo arqueológico de Taputapuatea, restaurada en 1994.

Cuando Te Rangi Hīroa visitó Taputapuatea en 1929 quedó asombrado por el lamentable estado en el que encontró la gran marae y escribió: 

Había hecho mi peregrinación a Taputapuatea, pero los muertos no podían hablarme. Fue triste hasta el borde de las lágrimas. Sentí un profundo pesar, un pesar por... no sabía de qué. ¿Fue por el golpeteo de los tambores del templo o por los gritos de la población cuando el rey fue consagrado? ¿Fue por los sacrificios humanos de los viejos tiempos? No fue por ninguno de estos motivos individualmente, sino por algo en el fondo de todos ellos, un espíritu viviente y un coraje divino que existía en la antigüedad y del cual Taputapuatea era un símbolo mudo. Fue algo que los polinesios hemos perdido y no podemos encontrar, algo que anhelamos y no podemos recrear. El trasfondo en el que se engendró ese espíritu ha cambiado más allá de la recuperación. El sombrío viento del olvido se había apoderado de Opoa. Hierbas foráneas crecían sobre el patio desatendido, y piedras habían caído del altar sagrado de Taputapuatea. Los dioses se habían ido hacía mucho tiempo.

Los restos arqueológicos de Marae Taputapuatea fueron restaurados en 1994 y continúan los trabajos de conservación del sitio.
La Asociación Na Papa E Va'u Raiatea, es una asociación cultural formada por el pueblo de Opoa que actúa para la preservación de la Marae Taputapuatea. Gracias a su trabajo, Marae Taputapuatea está inscrita en la Lista del Patrimonio Mundial desde el 9 de julio de 2017. La asociación está creando y reviviendo conexiones entre las comunidades del triángulo polinésico y de toda la región del Pacífico.